# Ramakrišna
Ramakrišna (rođen kao Gadadhar Chattopadhyay ili Chatterji; Kamarpukur, Bengal, 18. veljače 1836. – Kolkata, 16. kolovoza 1886.) bio je indijski vjerski reformator i mistik.
O njegovu životu poznate su uglavnom legende. Potječe iz siromašne brahmanske obitelji, u mladosti je bio sklon mistici. Bio je svećenik božice Kālī u hramu blizu Kolkate, u kojem se posvetio asketizmu, jogi i tantričkim obredima.
U neohinduističkom duhu zastupao je stajalište o potpunoj istovrijednosti svih religija. U borbi protiv kastinskog ekskluzivizma i fanatizma vjerskih sekti bio je Gandhijev preteča. Sljedbenici su ga smatrali svetim čovjekom. Njegov učenik Vivekananda počeo je po cijelome svijetu osnivati misije, koje do danas prevode i promiču djela indijskog vedantskog naučavanja.

## Vanjske poveznice
Ostali projekti
|  | Zajednički poslužitelj ima još gradiva o temi Ramakrišna |

Mrežna mjesta
- Ramakrishna Math and Ramakrishna Mission, stranice organizacije posvećene promicanju nauka Ramakrišne (engl.)